# Capodimonte (keramikfabrik)

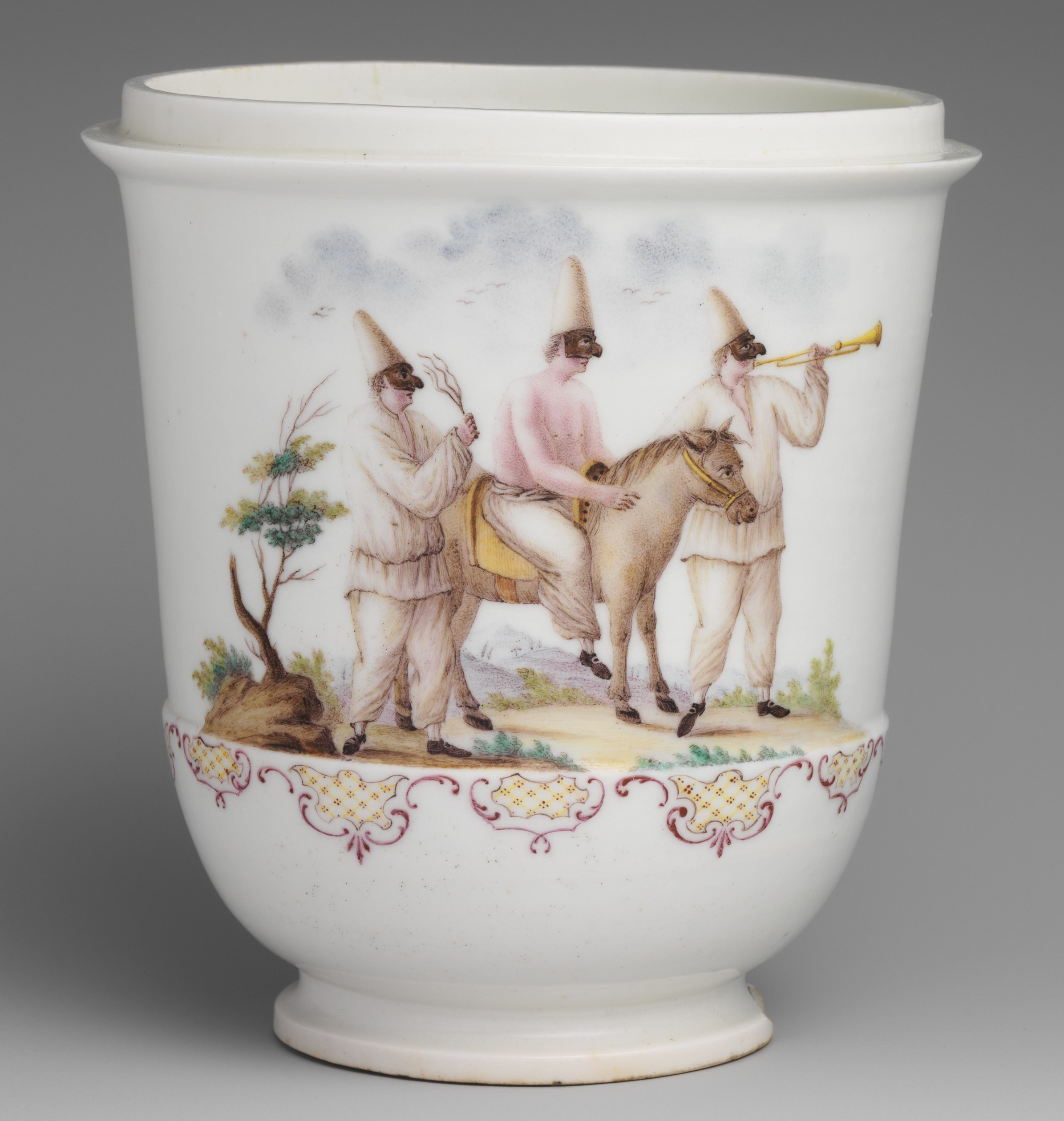
Capodimonteporslin från 1745–1750.

Capodimonte, egentligen Real Fabbrica di Capodimonte, var en porslinsfabrik grundad 1743 på slottet Capodimonte utanför Neapel av kung Karl VII av Neapel och Sicilien (sedermera Karl III av Spanien). Han var gift med Maria Amalia av Sachsen, sondotter till August den starke som grundade Meissenfabriken.
Tillverkningen, som var avsedd för hovet, bestod av servisgods med dekor av mytologiska scener i färgrik relief, figuriner, dosor med mera, allt i en livfull rokoko. 
När Karl blev kung av Spanien 1759 flyttade personal och utrustning till slottet Buen Retiro nära Madrid. På båda ställena var varorna märkta med bourbonliljan. Den spanska fabriken var i drift till 1808. Som ersättning anlade kung Karls son, Ferdinand I av Bägge Sicilierna, 1771 en porslinsfabrik i Villa Reale i Portici söder om Neapel. Den flyttades 1773 in till Neapel och avvecklades 1821.
Slottet Capodimonte är från 1957 ett museum med betydande samlingar av bland annat bildkonst och porslin. I Museo di Capodimonte finns bland annat ett porslinsrum, som först var inrymt i Villa Reale men överfördes 1865 till slottet. Dess väggar och tak är täckta av vita porslinsplattor, översållade med rokokoornament, polykroma och förgyllda figurer av människor, djur och blommor, kineserier; i rummet finns också en del möbler av porslin. 